# Kodimension
Die Kodimension bezeichnet in verschiedenen Bereichen der Mathematik das Komplement zur Dimension. Also ist im {\displaystyle n}-dimensionalen Raum die Summe aus Dimension und Kodimension eines Objektes gleich {\displaystyle n.} Im dreidimensionalen Raum hat damit eine Fläche (Dimension: 2) die Kodimension 1, eine Gerade (Dimension: 1) die Kodimension 2 und ein Punkt (Dimension: 0) die Kodimension 3.

## Definition
Ist {\displaystyle V} ein Vektorraum über einem beliebigen Körper und ist {\displaystyle U} ein Untervektorraum von {\displaystyle V}, dann wird die Kodimension von {\displaystyle U} in {\displaystyle V} durch
{\displaystyle \operatorname {codim} (U,V)=\dim(V/U),}
also als die Dimension des Faktorraums {\displaystyle V/U}, definiert.

## Eigenschaften
- Es gilt stets

{\displaystyle \dim U+\operatorname {codim} (U,V)=\dim V.}
Ist {\displaystyle V} endlichdimensional, so ist also
{\displaystyle \operatorname {codim} (U,V)=\dim V-\dim U.}
- Ist {\displaystyle W} ein Komplementärraum von {\displaystyle U} in {\displaystyle V}, d. h. {\displaystyle U\oplus W=V}, so ist

{\displaystyle \operatorname {codim} (U,V)=\dim W.}
- Sind {\displaystyle U_{1},U_{2}\subseteq V} zwei Unterräume, so gilt stets

{\displaystyle \operatorname {codim} (U_{1}\cap U_{2},V)\leq \operatorname {codim} (U_{1},V)+\operatorname {codim} (U_{2},V).}
- Sind {\displaystyle U,W\subseteq V} Unterräume, so gilt

{\displaystyle \operatorname {codim} (U\cap W,W)=\operatorname {codim} (U,U+W)\leq \operatorname {codim} (U,V).}

## Beispiele
Eine Ebene hat die Dimension 2. In einem dreidimensionalen Raum hat sie die Kodimension 1 und in einem vierdimensionalen Raum die Kodimension 2. Ein Punkt hat in einer Geraden die Kodimension 1 und in einer Ebene die Kodimension 2. Eine Hyperebene hat immer die Kodimension 1, die Dimension der Hyperebene ist immer um 1 kleiner als die Dimension des umgebenden Raums.